# Acazia (re d'Israele)
Acazia, trascritto anche Ahaziah, Ocozia e Ochozias (in ebraico אחזיהו‎?; Israele, 870 a.C. circa – 850 a.C. circa), è stato re di Israele ed era figlio di Acab e Gezabele.
Lo studioso della Bibbia William Albright ha ipotizzato che il suo regno sia stato tra l'850 e l'849 a.C., mentre E.R. Thiele ha proposto le date 853-852 a.C..
Nei Libri dei Re, Acazia è biasimato per aver seguito le orme del padre Acab, che abbandonò la fede nel Dio di Israele per convertirsi al culto del dio Baal.

## Regno
Durante il suo regno, i Moabiti si ribellarono contro la sua autorità. Questo evento venne registrato sulla stele di Mesha, una vasta lapide scritta in lingua moabita.
Si alleò con Giosafat di Giuda, nel tentativo di far rivivere il commercio marittimo del Mar Rosso, che si rivelò poi un fallimento.
I suoi messaggeri, inviati a consultare Ba' al Zebub il dio di Ekron (Beelzebub in italiano) per quanto riguardava il suo recupero dopo una caduta dal tetto del suo palazzo, incontrarono per strada il profeta Elia, che si indispettì per la richiesta indirizzata a una divinità diversa dal dio di Israele e li rispedì al re per avvertirlo che sarebbe rimasto paralizzato a letto.